# Fontenay-sur-Eure
Fontenay-sur-Eure is een gemeente in het Franse departement Eure-et-Loir (regio Centre-Val de Loire). De plaats maakt deel uit van het arrondissement Chartres. Fontenay-sur-Eure telde op 1 januari 2022 1.180 inwoners.

## Geografie
De oppervlakte van Fontenay-sur-Eure bedroeg op 1 januari 2022 13,8 vierkante kilometer; de bevolkingsdichtheid was toen 85,5 inwoners per km².

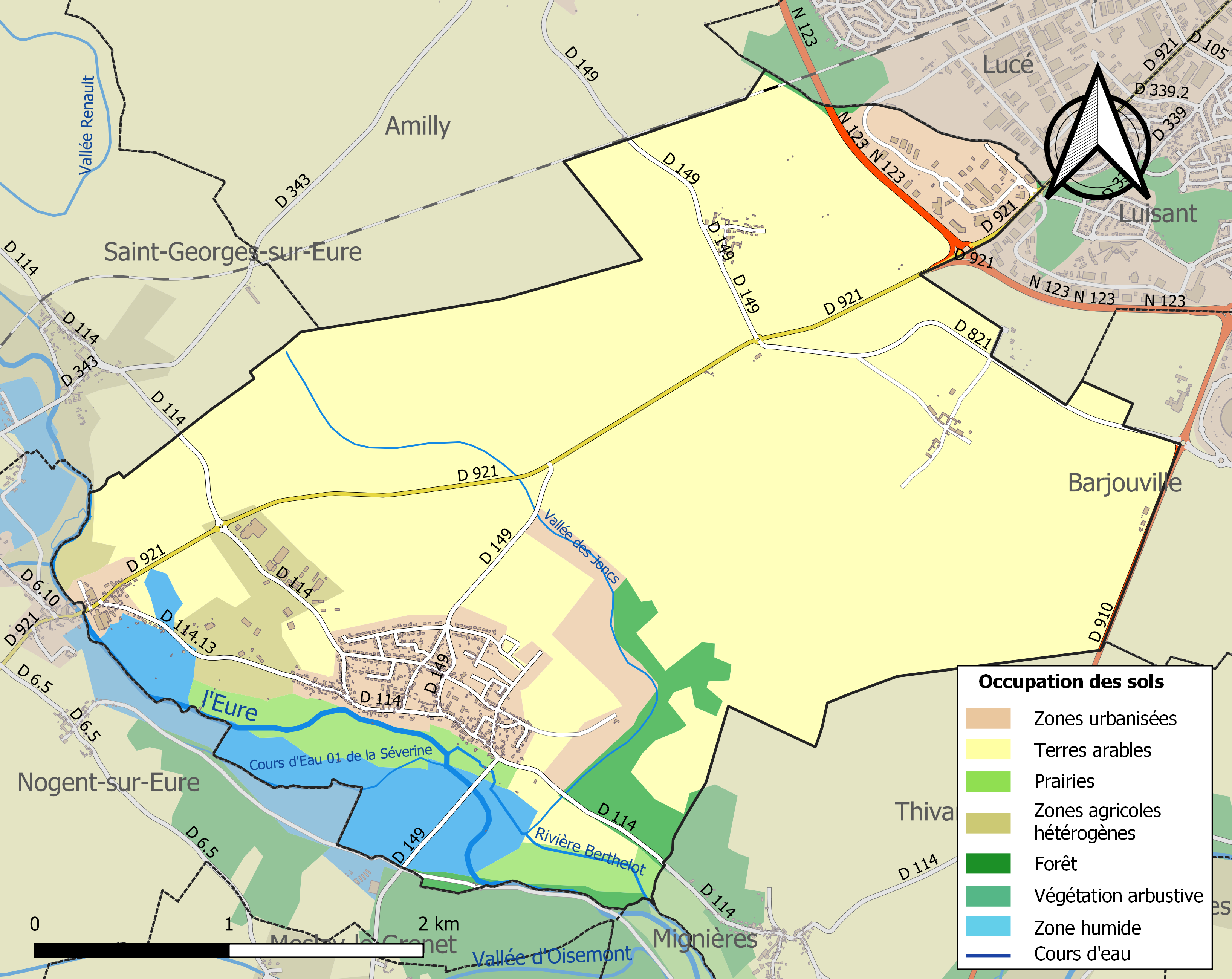
Kaart van de gemeente met belangrijkste infrastructuur, bodemgebruik en omliggende gemeenten

## Demografie
Onderstaande figuur toont het verloop van het inwonertal (bron: INSEE-tellingen).